# BusinessNews
BusinessNews war eine kostenlose Tageszeitung mit Schwerpunkt Wirtschaft. Ihr Redaktionssitz war in Berlin. Das Blatt erschien jeweils montags bis freitags im Format Tabloid rheinisch. Als innovativ bezeichnete der Verlag den Vertrieb. So lagen die Zeitungen in den Foyers ausgewählter Wirtschaftsunternehmen. Nach eigenen Angaben bezeichnete sich das Blatt als „erste deutsche Office-Zeitung“. BusinessNews war Deutschlands zweitgrößte und aktuelle Wirtschaftszeitung.
Hervorgegangen ist BusinessNews aus der 2004 gegründeten Frankfurter Tageszeitung News. Herausgeberin war die Verlagsgruppe Georg von Holtzbrinck, die für NEWS Frankfurt die Tabloid Verlagsgesellschaft als hundertprozentige Tochter der (ebenfalls zu Holtzbrinck gehörenden) Verlagsgruppe Handelsblatt gründete. Nach Informationen der Welt am Sonntag sollte BusinessNews gegen die Financial Times Deutschland positioniert werden.
Am 15. Juni 2007 erschien die letzte Ausgabe, nachdem sich die Erwartungen beim Anzeigenverkauf nicht erfüllten. Das Vertriebskonzept hatte sich in Deutschland im Gegensatz zu anderen europäischen Ländern nicht durchsetzen können. Über eine Installation auf der documenta 12 in Kassel wurde die Zeitung „zu Grabe“ getragen und die „letzte Ehre“ erwiesen. Nach Einstellung von BusinessNews verließ der Chefredakteur Klaus Madzia den Verlag, während ein Teil der Redaktion an einem neuen Internet-Nachrichtenportal namens zoomer.de arbeitete.
Gedruckt wurde die BusinessNews bei der Mediengruppe Mainpost GmbH in Würzburg, der Kurier Verlags GmbH & Co. KG in Neubrandenburg, dem OTZ-Druckzentrum in Löbichau und bei M. Brimberg Druck und Verlag GmbH in Aachen.